# Zincografía

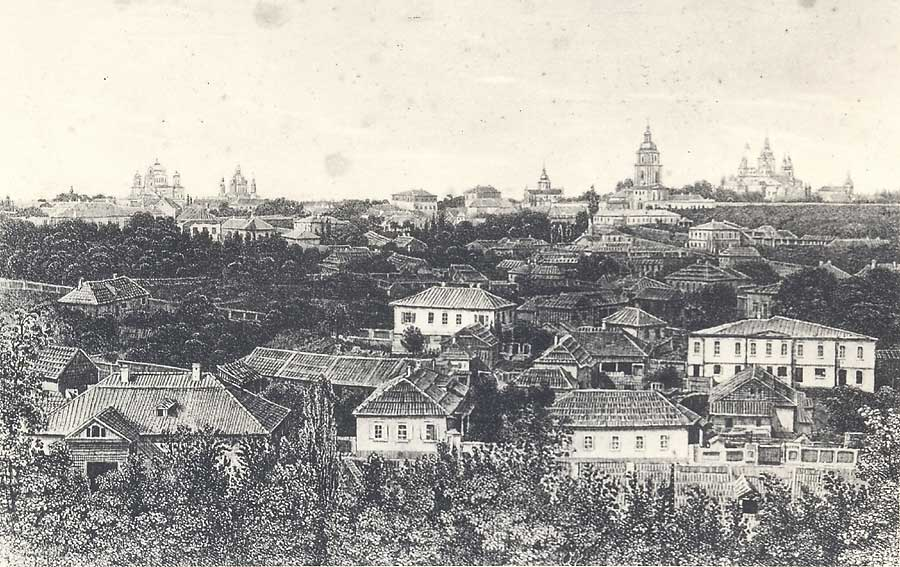
Vista de Kiev impresa en zincografía (1870-1880).

La zincografía o cincografía, es un procedimiento que permite imprimir dibujos, remplazando la piedra litográfica por una plancha de zinc.
Recuérdese que la impresión litográfica fue desarrollada en 1796 por Johann Alois Senefelder, pero la zincografía fue concebida en 1834 por un tal Breugnot (francés). Ese mismo año de 1834, Federico Lacelli patentó un proceso de impresión zincográfico, con el cual pudo producir mapas de buen tamaño llamados entonces georamas.
En 1842 por su parte, Kaeppelin perfeccionó este proceso, pudiendo así generar mapas polícromos de dimensiones aún mayores. Recuérdese que las piedras litográficas eran insuficientes en cuanto a su tamaño, por lo que el procedimiento con zinc tuvo su éxito. Léon Monrocq también aplicó y practicó esta técnica, y más tarde el "depósito de fortificaciones" (archivo de cartas y planos de Francia y de territorios de ultramar).

## Fuente
- Marie-Nicolas Bouillet, Dictionnaire universel des sciences, des lettres et des arts, 1896.